# Chromodoris elisabethina
Espèce
Chromodoris elisabethina est une espèce de mollusques nudibranches de la famille des Chromodorididae et du genre Chromodoris.

## Distribution et habitat
Cette espèce se rencontre dans les eaux tropicales de la zone centrale de la région Indo-Pacifique. 
Son habitat est la zone récifale externe, sur les sommets ou sur les pentes jusqu'à la zone des 30 m de profondeur.

## Description
Cette espèce peut mesurer plus de 5 cm. 
Le corps de cet animal peut être décrit en deux parties distinctes, le pied et le manteau. 
Le pied est étiré et quasiment recouvert par les bords du large manteau, il est de teinte identique au manteau, soit bleu clair moucheté de micro-taches blanches.
Les bordures périphériques du pied et du manteau sont composées de deux bandes plus ou moins larges avec un liseré blanc sur l'extérieur de chacune. La première bande après la zone bleue est noire et peut être discontinue au niveau de la tête. La seconde bande est orangée avec la possibilité chez certains spécimens de ne pas être visible.
La zone dorsale bleue se compose d'une ligne médiane discontinue et il peut y avoir aussi d'autres lignes parallèles, plus fines et discontinues. Les lignes noires sont également présentes sur le pied dans le sens de la longueur.
Ce sont ces lignes noires sur la face dorsale qui permettent de distinguer Chromodoris elisabethina d'autres espèces similaires comme Chromodoris lochi, Chromodoris willani et Chromodoris boucheti.
Le panache branchial et les rhinophores sont rétractiles et de teinte orangée.

## Éthologie
Ce Chromodoris est benthique et diurne ; il se déplace à vue sans crainte d'être pris pour une proie grâce à la présence de glandes défensives réparties dans les tissus du corps.

## Alimentation
D'après les observations actuelles[Quand ?], Chromodoris elisabethina se nourrit principalement d'éponges.